# Código de colores de 25 pares

Tabla de códigos de colores de 25 pares.

El código de colores de 25 pares es un código de colores usado para identificar inequívocamente un conductor en un cableado de telecomunicaciónes para uso en interiores, conocido como cableado estructurado. El aislante de cada conductor es coloreado, el primer color es elegido grupo de cinco colores y el otro color de un segundo grupo, ofreciendo 25 combinaciones de dos colores.
- El primer grupo de colores, en orden, es: blanco, rojo, negro, amarillo y violeta.
- El segundo grupo de colores, en orden, es: azul, naranja, verde, marrón y gris.

Las veinticinco combinaciones se muestran en la imagen de la derecha. También se detallan en la tabla posterior desglosando las combinaciones de color para cada cable ("1" y "2") y el número de par.
| N.º de par | Primer cable | Segundo cable |
| ---------- | ------------ | ------------- |
| 1          | Blanco       | Azul          |
| 2          | Blanco       | Naranja       |
| 3          | Blanco       | Verde         |
| 4          | Blanco       | Marrón        |
| 5          | Blanco       | Gris          |
| 6          | Rojo         | Azul          |
| 7          | Rojo         | Naranja       |
| 8          | Rojo         | Verde         |
| 9          | Rojo         | Marrón        |
| 10         | Rojo         | Gris          |
| 11         | Negro        | Azul          |
| 12         | Negro        | Naranja       |
| 13         | Negro        | Verde         |
| 14         | Negro        | Marrón        |
| 15         | Negro        | Gris          |
| 16         | Amarillo     | Azul          |
| 17         | Amarillo     | Naranja       |
| 18         | Amarillo     | Verde         |
| 19         | Amarillo     | Marrón        |
| 20         | Amarillo     | Gris          |
| 21         | Violeta      | Azul          |
| 22         | Violeta      | Naranja       |
| 23         | Violeta      | Verde         |
| 24         | Violeta      | Marrón        |
| 25         | Violeta      | Gris          |

Las 5 primeras combinaciones son muy comunes en telecomunicaciones y cableado de datos a escala mundial pero teniendo en cuenta que se pueden considerar más variaciones que estas.